# Nitning

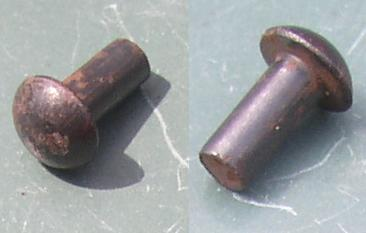
Nitar

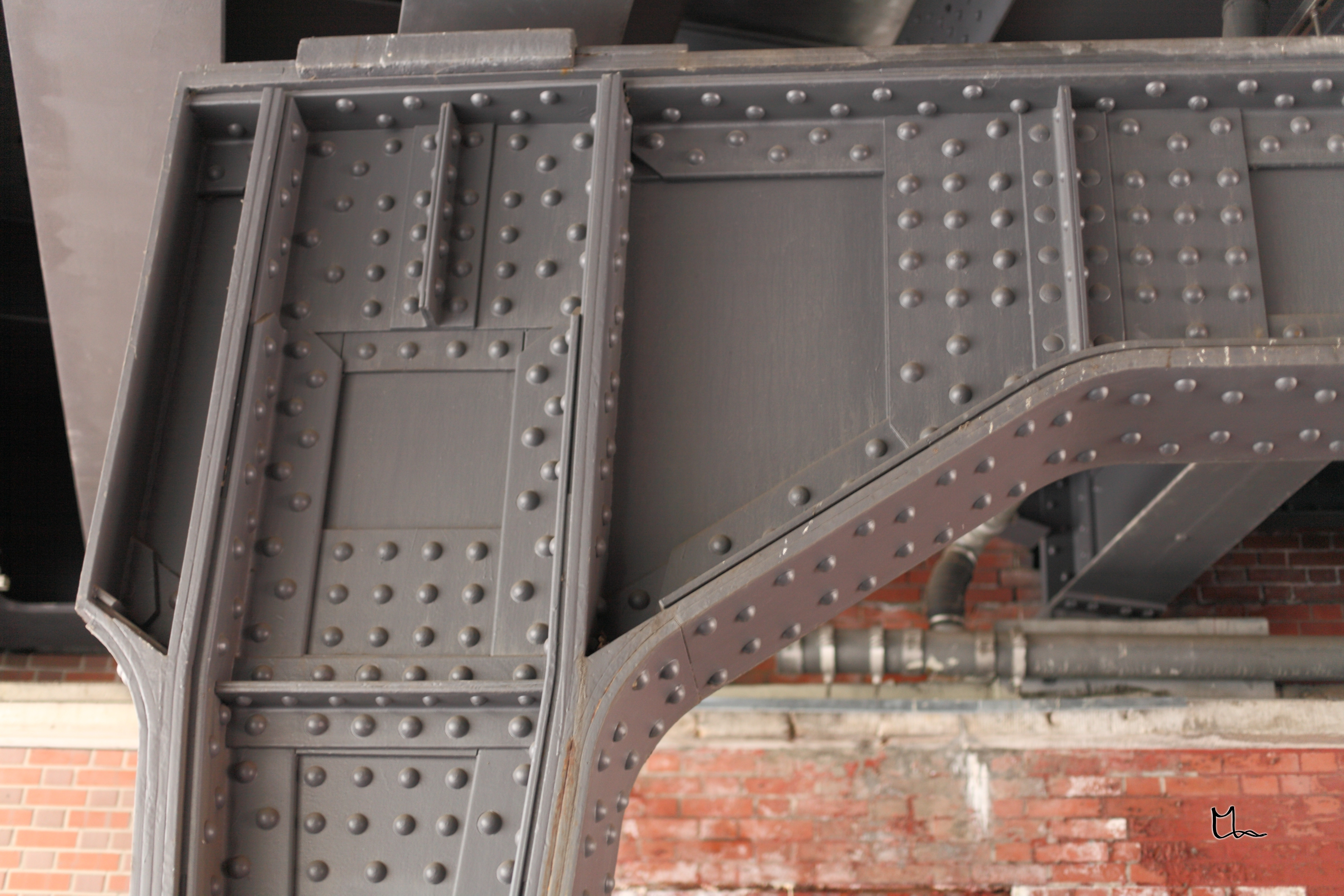
Sammanfogning med ett stort antal nitar på en järnvägsbro

Nitningsprocess: 1) Sätt in niten i hålet 2) Dra åt med nitdragare 3) Förkorta niten 4) Platta ut nithuvudet 5) Förbered nithuvudet med cirkulära slag med kulhammare 6) Slut nitarhuvudet med nithuvudmallen 7) Avslutad nitning

Nitning är då föremål av metall, trä eller annat material permanent fogas samman med en nit av metall genom ett förborrat hål. Inom arkitektur används större system av nitar på plåtar, balkar eller andra byggelement för att sammanfoga delarna med hjälp av nitnagel, blindnit, sprängnit eller någon annan typ av nit i ett nitförband. Niten deformeras plastiskt så att den håller emot på bägge sidor, och kan inte öppnas utan att förstöras.

## Användning
Nitar var fram till andra världskriget mycket vanligt förekommande vid konstruktion av stålbroar och stålfartyg, tidigare även för sammanfogning av träfartyg. Idag har svetsning till stora delar ersatt nitning. Nitning är dock fortfarande mycket vanlig i konstruktioner där låg vikt och hög styrka krävs, exempelvis i flygplan.
En speciell typ av nitar används även för att förstärka jeans på ett dekorativt sätt. Även andra knappar och detaljer på kläder kan fästas med plastisk deformation likt nitning. Nitar kallas också ibland andra metallföremål som appliceras på kläder för dekorativ effekt utan att vara nitar i ordets egentliga betydelse. 
I äldre järn- och kopparsmide användes ofta nitar av ett trekantigt stycke metallplåt. Metallen rullades samman till en strut, varpå ett huvud smiddes av den utskjutande metallbiten i vardera änden av det stycke som skulle sammanfogas.

## Hållfasthet
Vanligen bidrar nitar föga till en konstruktions hållfasthet, då de vanligen är av ett mjukare material än resten och nithålen i ett nitförband gör att en ansenlig del av grundmaterialet försvinner. Till exempel vid beräkning av dragspänning i en plåt behöver således tvärsnittsareans reduktion beaktas och nithålens area räknas bort.
Förbandets styrka bestäms huvudsakligen av skjuvning av niten och hålkanttryck i plåtarna som nitas. Friktion kan uppkomma till följd av den sammanpressning av materialet som uppstår genom förspänning vid nitning och snedställning av nitar vid belastning, men är högst osäker. Vid varmnitning av stålkonstruktioner var det vanligt att blymönja applicerades mellan delarna, varvid friktionen blev mycket låg.
Nitar tar även visst drag, vilket utnyttjas för att ta hand om excentriciteter i förbandet. Men att utnyttja nitar för att ge en dragkraft i nitens längdriktning är vanligen olämpligt. 
Nitar tillverkas av material som tillåter plastisk deformation utan att spricka och utan att orsaka galvanisk korrosion i förbandet. För flygplan används ofta aluminiumnit.

## Applicering

### Nitnagel
Vanligen kallad enbart nagel eller nit. En nitnagel värms vanligen, men även kallnitning förekommer, och bearbetning sker med en nithammare. Varmnitning har fördelen att niten krymper efter avsvalning, så att plåtarna pressas mot varandra. En het nit är även lättare formbar (kan smidas) än en kall nit, då nitskallen ska formas.

## Verktyg
Vid nitning använder man sig av en nithammare, ofta tryckluftsdriven.

## Andra sorters nitar

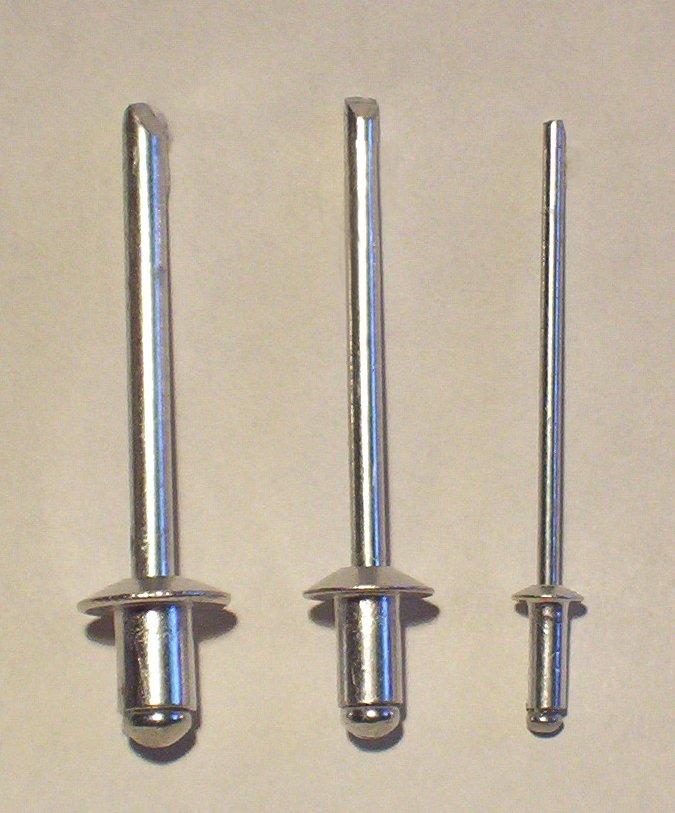
Olika blindnitar, cirka 2–6 mm diameter

För enkel och snabb applicering i mindre konstruktioner finns blindnit, ofta även kallad POP-nit (varumärke). Blindniten har nitskalle normalt av aluminium och en genomgående splint av stål, men även stål i olika kvalitéer och koppar förekommer, bland annat. Niten placeras i en nittång, förs in i färdigt hål genom de delar som ska förbindas och verktyget kläms ihop i ett moment. Då dras splinten genom skallen som deformeras på baksidan ända tills splinten går av och ett glappfritt förband har så skapats, utan behov av att komma åt motsatt sida.